# Lekkoatletyka na Letnich Igrzyskach Olimpijskich 2020 – bieg na 800 m kobiet
Bieg na 800 metrów kobiet był jedną z konkurencji lekkoatletycznych rozgrywanych podczas igrzysk olimpijskich w Tokio.

## Terminarz
Godziny rozpoczęcia podane są w czasie tokijskim.
| Data                    | Godzina |           |
| ----------------------- | ------- | --------- |
| Piatek, 30 lipca 2021   | 10:25   | Runda 1   |
| Sobota, 31 lipca 2021   | 20:50   | Półfinały |
| Wtorek, 3 sierpnia 2021 | 21:25   | Finał     |

## Rekordy
|                   | Zawodnik              | Wynik     | Miejsce   | Data          |
| ----------------- | --------------------- | --------- | --------- | ------------- |
| Rekord świata     | Jarmila Kratochvílová | 1:53,28 s | Monachium | 26 lipca 1983 |
| Rekord olimpijski | Nadieżda Olizarenko   | 1:53,43   | Moskwa    | 27 lipca 1980 |

## Runda 1
Rozegrano 6 biegów eliminacyjnych. Do półfinału awansowały 3 pierwsze zawodniczki z każdego biegu oraz 6 z najlepszymi czasami.

### Bieg 1
| Poz. | Zawodniczka     | Reprezentacja | Czas    | Uwagi |
| ---- | --------------- | ------------- | ------- | ----- |
| 1.   | Rénelle Lamote  | Francja       | 2:01,92 | Q     |
| 2.   | Winnie Nanyondo | Uganda        | 2:02,02 | Q     |
| 3.   | Lore Hoffmann   | Szwajcaria    | 2:02,05 | Q     |
| 4.   | Angelika Sarna  | Polska        | 2:02,18 |       |
| 5.   | Madeleine Kelly | Kanada        | 2:02,39 |       |
| 6.   | Morgan Mitchell | Australia     | 2:05,44 |       |
| –    | Līga Velvere    | Łotwa         | DNF     |       |

### Bieg 2
| Poz. | Zawodniczka     | Reprezentacja           | Czas    | Uwagi |
| ---- | --------------- | ----------------------- | ------- | ----- |
| 1.   | Natoya Goule    | Jamajka                 | 1:59,83 | Q     |
| 2.   | Noélie Yarigo   | Benin                   | 2:00,11 | Q     |
| 3.   | Hedda Hynne     | Norwegia                | 2:00,76 | Q     |
| 4.   | Halimah Nakaayi | Uganda                  | 2:00,92 | q     |
| 5.   | Katharina Trost | Niemcy                  | 2:00,99 | q     |
| 6.   | Eunice Sum      | Kenia                   | 2:03,00 |       |
| 7.   | Nadia Power     | Irlandia                | 2:03,74 |       |
| 8.   | Rose Lokonyen   | Reprezentacja Uchodźców | 2:11,87 |       |

### Bieg 3
| Poz. | Zawodniczka      | Reprezentacja     | Czas    | Uwagi |
| ---- | ---------------- | ----------------- | ------- | ----- |
| 1.   | Athing Mu        | Stany Zjednoczone | 2:01,10 | Q     |
| 2.   | Habitam Alemu    | Etiopia           | 2:01,20 | Q     |
| 3.   | Joanna Jóźwik    | Polska            | 2:01,87 | Q     |
| 4.   | Melissa Bishop   | Kanada            | 2:02,11 |       |
| 5.   | Christina Hering | Niemcy            | 2:02,23 |       |
| 6.   | Bianka Kéri      | Węgry             | 2:02,82 |       |
| 7.   | Louise Shanahan  | Irlandia          | 2:03,57 |       |

### Bieg 4
| Poz. | Zawodniczka             | Reprezentacja     | Czas    | Uwagi |
| ---- | ----------------------- | ----------------- | ------- | ----- |
| 1.   | Raevyn Rogers           | Stany Zjednoczone | 2:01,42 | Q     |
| 2.   | Keely Hodgkinson        | Wielka Brytania   | 2:01,59 | Q     |
| 3.   | Mary Moraa              | Kenia             | 2:01,66 | Q     |
| 4.   | Netsanet Desta          | Etiopia           | 2:01,98 |       |
| 5.   | Lindsey Butterworth     | Kanada            | 2:02,45 |       |
| 6.   | Anna Wielgosz           | Polska            | 2:03,20 |       |
| 7.   | Síofra Cléirigh Büttner | Irlandia          | 2:04,62 |       |
| 8.   | Nimali Liyanarachchi    | Sri Lanka         | 2:10,23 |       |

### Bieg 5
| Poz. | Zawodniczka       | Reprezentacja                     | Czas    | Uwagi |
| ---- | ----------------- | --------------------------------- | ------- | ----- |
| 1.   | Rose Mary Almanza | Kuba                              | 2:00,71 | Q     |
| 2.   | Déborah Rodríguez | Urugwaj                           | 2:00,90 | Q     |
| 3.   | Rababe Arafi      | Maroko                            | 2:00,96 | Q     |
| 4.   | Alexandra Bell    | Wielka Brytania                   | 2:00,96 | q     |
| 5.   | Catriona Bisset   | Australia                         | 2:01,65 |       |
| 6.   | Delia Sclabas     | Szwajcaria                        | 2:03,03 |       |
| 7.   | Shafiqua Maloney  | Saint Vincent i Grenadyny         | 2:07,89 |       |
| 8.   | D'Jamila Tavares  | Wyspy Świętego Tomasza i Książęca | 2:16,72 | PB    |

### Bieg 6
| Poz. | Zawodniczka          | Reprezentacja     | Czas    | Uwagi |
| ---- | -------------------- | ----------------- | ------- | ----- |
| 1.   | Jemma Reekie         | Wielka Brytania   | 1:59,97 | Q     |
| 2.   | Ajeé Wilson          | Stany Zjednoczone | 2:00,02 | Q     |
| 3.   | Wang Chunyu          | Chiny             | 2:00,05 | Q     |
| 4.   | Sara Kuivisto        | Finlandia         | 2:00,15 | q     |
| 5.   | Elena Bellò          | Włochy            | 2:01,07 | q     |
| 6.   | Natalia Romero       | Hiszpania         | 2:01,16 | q     |
| 7.   | Gabriela Gajanová    | Słowacja          | 2:01,41 | SB    |
| 8.   | Emily Cherotich Tuei | Kenia             | 2:08,08 |       |

## Półfinały
Do finału awansowały dwie pierwsze zawodniczki z każdego biegu oraz dwie z najlepszymi czasami.

### Bieg 1
| Poz. | Zawodniczka     | Reprezentacja     | Czas    | Uwagi |
| ---- | --------------- | ----------------- | ------- | ----- |
| 1.   | Natoya Goule    | Jamajka           | 1:59,57 | Q     |
| 2.   | Jemma Reekie    | Wielka Brytania   | 1:59,77 | Q     |
| 3.   | Mary Moraa      | Kenia             | 2:00,47 |       |
| 4.   | Ajeé Wilson     | Stany Zjednoczone | 2:00,79 |       |
| 5.   | Joanna Jóźwik   | Polska            | 2:02,32 |       |
| 6.   | Elena Bellò     | Włochy            | 2:02,35 |       |
| 7.   | Hedda Hynne     | Norwegia          | 2:02,38 |       |
| 8.   | Halimah Nakaayi | Uganda            | 2:04,44 |       |

### Bieg 2
| Poz. | Zawodniczka    | Reprezentacja     | Czas    | Uwagi |
| ---- | -------------- | ----------------- | ------- | ----- |
| 1.   | Athing Mu      | Stany Zjednoczone | 1:58,07 | Q     |
| 2.   | Habitam Alemu  | Etiopia           | 1:58,40 | Q     |
| 3.   | Alexandra Bell | Wielka Brytania   | 1:58,83 | q     |
| 4.   | Lore Hoffmann  | Szwajcaria        | 1:59,38 |       |
| 5.   | Rénelle Lamote | Francja           | 1:59,40 |       |
| 6.   | Sara Kuivisto  | Finlandia         | 1:59,41 | NR    |
| 7.   | Noélie Yarigo  | Benin             | 2:01,41 |       |
| 8.   | Natalia Romero | Hiszpania         | 2:01,52 |       |

### Bieg 3
| Poz. | Zawodniczka       | Reprezentacja     | Czas    | Uwagi |
| ---- | ----------------- | ----------------- | ------- | ----- |
| 1.   | Keely Hodgkinson  | Wielka Brytania   | 1:59,12 | Q     |
| 2.   | Wang Chunyu       | Chiny             | 1:59,14 | Q     |
| 3.   | Raevyn Rogers     | Stany Zjednoczone | 1:59,28 | q     |
| 4.   | Rose Mary Almanza | Kuba              | 1:59,65 |       |
| 5.   | Winnie Nanyondo   | Uganda            | 1:59,84 | SB    |
| 6.   | Rababe Arafi      | Maroko            | 1:59,86 |       |
| 7.   | Déborah Rodríguez | Urugwaj           | 2:01,76 |       |
| 8.   | Katharina Trost   | Niemcy            | 2:02,14 |       |

## Finał
| Poz. | Zawodniczka      | Reprezentacja     | Czas    | Uwagi |
| ---- | ---------------- | ----------------- | ------- | ----- |
| 1.   | Athing Mu        | Stany Zjednoczone | 1:55,21 | NR    |
| 2.   | Keely Hodgkinson | Wielka Brytania   | 1:55,88 | NR    |
| 3.   | Raevyn Rogers    | Stany Zjednoczone | 1:56,81 | PB    |
| 4.   | Jemma Reekie     | Wielka Brytania   | 1:56,90 | PB    |
| 5.   | Wang Chunyu      | Chiny             | 1:57,00 | PB    |
| 6.   | Habitam Alemu    | Etiopia           | 1:57,56 | SB    |
| 7.   | Alexandra Bell   | Wielka Brytania   | 1:57,66 | PB    |
| 8.   | Natoya Goule     | Jamajka           | 1:58,26 |       |